# Йозеф Перль
Йо́зеф (Йосеф) Пе́рль (їд. יוסף פערל, івр. יוסף פרל; 1773, Тернопіль — 1 жовтня 1839, там само) — єврейський письменник, просвітитель, теолог, громадський діяч. Почесний член Берлінського товариства єврейської культури. Орден Російської імперії.

## Життєпис
1812 року заснував у Тернополі єврейське культурно-освітнє товариство та першу в Галичині приватну напівсвітну 4-класну школу з німецькою мовою навчання для єврейських дітей; заняття проходили в помешканні Перля. Згодом на його кошти споруджено окрему будівлю; школа набула статусу середнього навчального закладу, 1820 передана в підпорядкування міської громади, Перля призначили її прижиттєвим директором; після його смерті школу очолив син. «Школа Перля» стала взірцем для єврейських навчальних закладів інших міст Галичини та Східної України (нерідко їх очолювали учні Перля). 1813 Перль звів власним коштом поблизу Старого ринку в Тернополі 2-поверховий будинок із божницею (не зберігся); будинки школи передав тернопільському кагалові.
Перль — представник  руху Гаскали, борець проти хасидизму. Зібрав велику бібліотеку, організатор друкарні (1812) та ремісничого навчання єврейської молоді. Перед смертю зробив пожертви на єврейський шпиталь (4000 австрійських флоринів) і заклав фундацію (6000 австрійських флоринів) на навчання євреїв.
Автор граматики єврейської мови для учнів своєї школи, праць із релігійно-етичних проблем, зокрема 1819 видав працю «Відкривач таємниць» — гостру сатиру на цадикізм; уклав календарі на 1813, 1814, 1815 роки
Мав сина Михаїла (1803, Тернопіль — 23.8.1885, там само).
У Тернополі іменем Перля названо вулицю (до 1957; від 1991).

## Джерело
- Берґер Е., Бойцун Л., Дуда І., Строцень Л.  Перль Йосеф // Тернопільський енциклопедичний словник : у 4 т. / редкол.: Г. Яворський та ін. — Тернопіль : Видавничо-поліграфічний комбінат «Збруч», 2008. — Т. 3 : П — Я. — С. 50. — ISBN 978-966-528-279-2.